# Станция «Сеул»
Ста́нция «Сеу́л» (кор. 서울역) — южнокорейский анимационный фильм в жанре зомби-апокалипсиса, снятый Ён Сан Хо и вышедший на экраны 18 августа 2016 года. Роли главных героев озвучивали Рю Сын Рён, Сим Ынгён и Ли Джун (солист корейской группы MBLAQ). Премьера состоялась в апреле 2016 года на Брюссельском международном фестивале фантастических фильмов. Мультфильм вошёл в программу показов Эдинбургского кинофестиваля 2016 года, международного анимационного кинофестиваля в Анси, международного кинофестиваля «Fantasia» в Монреале, международного кинофестиваля в Сиджесе.
Мультфильм является приквелом к фильму «Поезд в Пусан», снятому тем же режиссёром.
Сюжет анимационного фильма развивается вокруг центрального железнодорожного вокзала города Сеул. Бездомный мужчина становится катализатором зарождающегося зомби-апокалипсиса. Один из героев, Сок Кю ищет свою дочь Хе Сон, которая сбежала из дома. Когда он находит её бойфренда Ки Уна, в городе разражается некая эпидемия, превращающая людей в зомби.

## Сюжет
Возле здания Сеульского железнодорожного вокзала, молодой человек разговаривает со своим другом о современной медицине и о том, насколько он верит в её достижения. Перед ними падает окровавленный мужчина. Молодой человек подходит к нему, но, увидев, что это бездомный, отворачивается. Друг погибающего просит помощи у людей вокруг, но не находит участия. Он начинает злиться, и в конце концов его уводят сотрудники полиции. Умирающий вскоре превращается в агрессивного, жаждущего крови зомби и начинает сеять хаос в здании вокзала.
В это время, на станции находится Хе Сон, сбежавшая из дома бывшая проститутка. Она живёт со своим молодым человеком Ки Уном, который из-за нехватки денег хочет, чтобы Хе Сон снова торговала собой. Он размещает объявление на сайте проституток. Они ссорятся по этому поводу, когда их застигает хаос вокруг. Вирус зомби оказывается заразным и распространяется на других людей. Хе Сон становится свидетелем кровавой бани, но ей удаётся убежать. Её отец Сок Кю находит через интим-объявление Ки Уна, бойфренда свой дочери. Эти три героя вынуждены выживать и скрываться от кровожадных зомби и одновременно пытаться разыскать друг друга. Тем временем власти предполагают, что началось восстание, и строят баррикады. Выжившие сталкиваются не только с зомби, но и с вооружёнными солдатами с танками, водомётами и боевой амуницией.

## Роли озвучивали
- Рю Сын Рён[англ.][10] — Сок Кю
- Сим Ынгён[6] — Хе Сон
- Ли Джун[6] — Ки Ун

## Отзывы
Мультфильм получил положительные отзывы критиков. Кларенс Цуи, рецензент издания The Hollywood Reporter, охарактеризовал анимационную ленту как «простую, захватывающую поездку по миру, заражённому демонами».